# Манукодія
Манукодія (Manucodia) — рід горобцеподібних птахів родини дивоптахових (Paradisaeidae). Містить 4 види.

## Назва
Назва роду походить з яванської мови та перекладається як «птах богів» (тобто священний птах).

## Поширення
Рід поширений в Новій Гвінеї та на деяких дрібних сусідніх островах. Манукодії мешкають у гірських дощових та хмарних лісах.

## Опис
Це птахи середнього розміру, завдовжки 35–45 см. На відміну від більшості дивоптахів, у манукодій невиражений статевий диморфізм та вони моногамні. Манукодії досить схожі на ворон: вони мають міцну статуру, велику голову з міцним конічним дзьобом, міцні когтисті ноги та квадратний і досить витягнутий хвіст. Оперення блискуче чорне.

## Види
- Манукодія чорна (Manucodia ater)
- Манукодія мала (Manucodia jobiensis)
- Манукодія зеленовола (Manucodia chalybatus)
- Манукодія кучерява (Manucodia comrii)